# Itoreauhip
Itoreauhip, pleme američkih Indijanaca porodice Chapacuran naseljeno nekada u bolivijskom tropskim kišnim šumama departmana Beni u krajevima uz rijeke Guaporé i Azul. Govorili su dijalektom jezika itene ili moré i čine ogranak Itene Indijanaca s kojima su po svoj prilici srodni po kulturi (lov, ribolov, sjedilački način života). Vjerojatno su nestali.